# Damal (district)
Damal is een Turks district in de provincie Ardahan en telt 7.606 inwoners (2007). Het district heeft een oppervlakte van 328,8 km². Hoofdplaats is Damal.
De bevolkingsontwikkeling van het district is weergegeven in onderstaande tabel.
| 1997  | 2000  | 2007  | 2016  |
| ----- | ----- | ----- | ----- |
| 9.168 | 8.677 | 7.606 | 5.369 |

Het district Damal ontvolkt in een rap tempo, vooral op het platteland. In het jaar 2000 woonden circa 6100 mensen op het platteland: zestien jaar later, dus in het jaar 2016, wonen er slechts 2400 mensen op het platteland. De plattelandsbevolking is dus met meer dan 60% gedaald in zestien jaar tijd. In de hoofdplaats Damal steeg het aantal inwoners in dezelfde periode van ongeveer 2600 naar bijna 3000.